# 张广营
张广营（1958年5月—），山东鄄城人，回族，中国共产党党员。中华人民共和国政治人物、第十三届全国人民代表大会山东地区代表。

## 生平
2018年2月24日，当选为第十三届全国人大代表。